# Targa Florio 1961

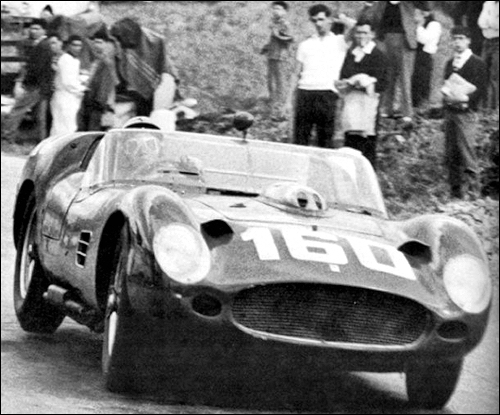
Willy Mairesse am Steuer eines Ferrari 250TRI/60

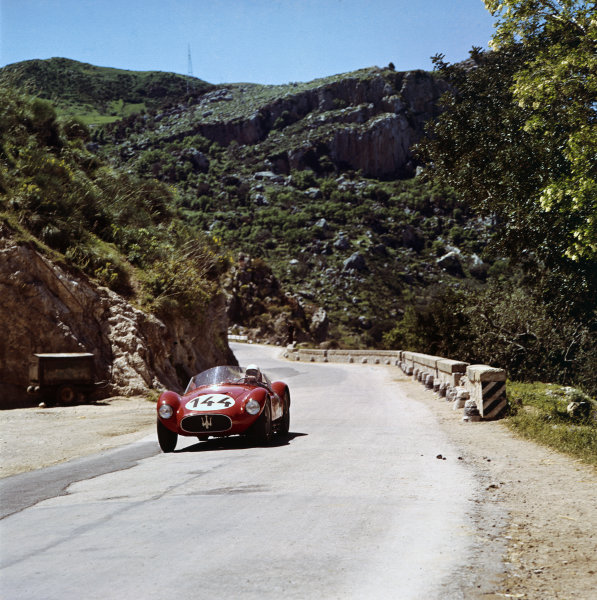
Der Maserati A6GCS von Giuseppe Allotta und Silvestre Semilia

Die 45. Targa Florio, auch Targa Florio, Piccolo Circuito delle Madonie, Sicilia, auf Sizilien fand am 30. April 1961 statt und war der zweite Wertungslauf der Sportwagen-Weltmeisterschaft dieses Jahres.

## Das Rennen
Nach dem Tod es Gründers und Namensgebers der Targa, Vincenzo Florio 1959, stand das Organisationskomitee ohne dauerhafte Führung da; ein Umstand der sich auf die Organisation und Durchführung der Rennen 1959 und 1960 negativ auswirkte. Vor dem Rennen 1961 wurde der Autorennfahrer und Präsident des Automobilclubs von Palermo, Prince Gaetano Starrabba di Giardinelli, zum neuen Präsidenten des austragenden Clubs SIAST gewählt.
Wie in den Jahren davor zählte die Targa auch in diesem Jahr zur Sportwagen-Weltmeisterschaft. Eröffnet wurde die Saison im März mit dem 12-Stunden-Rennen von Sebring. Am Sebring International Raceway siegten Phil Hill und Olivier Gendebien auf einem Werks-Ferrari 250TRI. Für das Rennen in Sizilien wurde der zweite Renneinsatz des ersten Ferrari-Mittelmotor-Sportwagens angekündigt. Zwei Dino 246SP wurden für Gendebien und Phil Hill sowie Wolfgang Graf Berghe von Trips und Richie Ginther vorbereitet. Dazu kam ein 250TRI, der von Willy Mairesse und Ricardo Rodríguez gefahren wurde. Porsche verpflichtete für deren 718 RS neben den Werksfahrern Edgar Barth und Hans Herrmann sowie den beiden Briten Stirling Moss und Graham Hill den Schweden Joakim Bonnier und den US-Amerikaner Dan Gurney. Der italienische Lokalmatador Nino Vaccarella fuhr zusammen mit Maurice Trintignant einen Maserati Tipo 63. Für den französischen Routinier war es das erste Antreten bei einer Targa Florio. Den zweiten Maserati der Scuderia Serenissima pilotierten Umberto Maglioli und Giorgio Scarlatti.
Porsche und Ferrari dominierten das Rennen von Beginn an. Stirling Moss übernahm die Führung und schon in der ersten Runde, nach wenigen Kilometern, fiel der erste Ferrari, der 246SP mit Phil Hill am Steuer, nach einem Unfall aus. In der vierten Runde musste Willy Mairesse das Rennen wegen eines Lecks im Tank aufgeben.
Beim ersten Boxenstopp von Trips entschied Ferrari-Rennleiter Romolo Tavoni zum Leidwesen von Richie Ginther, dass Olivier Gendebien die Fahrt mit dem Trips-Wagen fortsetzen solle. Gendebien gelang es, den Rückstand auf Graham Hill, der den Wagen von Moss übernommen hatte, deutlich zu reduzieren.
Entschieden wurde das Rennen durch einen Getriebeschaden des nach wie vor führenden Moss in der vorletzten Runde. Damit war der Weg zum Sieg für von Trips und Gendebien frei, die den neuen 246SP gleich beim zweiten Einsatz zum ersten Sieg fuhren.

## Ergebnisse

### Schlussklassement
| 1               | S 3.0  | 162 | SEFAC Ferrari          | Wolfgang Graf Berghe von Trips Olivier Gendebien | Ferrari Dino 246SP              | 10 |
| 2               | S 2.0  | 134 | Porsche KG             | Joakim Bonnier Dan Gurney                        | Porsche 718 RS61                | 10 |
| 3               | S 2.0  | 132 | Porsche KG             | Hans Herrmann Edgar Barth                        | Porsche 718 RS61                | 10 |
| 4               | S 3.0  | 152 | Scuderia Serenissima   | Nino Vaccarella Maurice Trintignant              | Maserati Tipo 63                | 10 |
| 5               | S 3.0  | 198 | Scuderia Serenissima   | Umberto Maglioli Giorgio Scarlatti               | Maserati Tipo 63                | 10 |
| 6               | GT 2.5 | 92  | Porsche KG             | Paul-Ernst Strähle Antonio Pucci                 | Porsche 356B Carrera Abarth GTL | 10 |
| 7               | GT 2.5 | 96  | Porsche KG             | Herbert Linge Fritz Huschke von Hanstein         | Porsche 356B Carrera Abarth GTL | 10 |
| 8               | GT 1.3 | 38  | José Rosinski          | José Rosinski Bernard Consten                    | Alfa Romeo Giulietta SV Zagato  | 10 |
| 9               | GT 1.3 | 4   | Etna                   | Vito Coco Sand                                   | Alfa Romeo Giulietta SV Zagato  | 10 |
| 10              | GT 1.3 | 30  | Scuderia Sant Ambroeus | Sergio Pedretti Franco Boroni                    | Alfa Romeo Giulietta SV Zagato  | 10 |
| 11              | GT 1.3 | 10  | Baldassare Taormina    | Baldassare Taormina Pasquale Tacci               | Alfa Romeo Giulietta SS         | 10 |
| 12              | GT 1.3 | 18  | Scuderia Sant Ambroeus | Hans Bauer Roberto Sgorbati                      | Alfa Romeo Giulietta SV Zagato  | 10 |
| 13              | GT 1.3 | 26  | Balarm                 | Emanuele Trapani Bartolomeo Donato               | Alfa Romeo Giulietta SS         | 10 |
| 14              | GT 1.3 | 34  | Montegrappa            | Enzo Buzzetti Renzo Sinibaldi                    | Alfa Romeo Giulietta SV Zagato  | 10 |
| 15              | S 1.0  | 70  | Scuderia Sant Ambroeus | Umberto Bini Giancarlo Rigamonti                 | Osca S1000                      | 10 |
| 16              | GT 1.3 | 12  | Etna                   | Giuseppe Grasso Vito Sabbia                      | Alfa Romeo Giulietta SV Zagato  | 10 |
| 17              | GT 2.5 | 94  | Scuderia Sant Ambroeus | Giulio Cabianca Elio Zagato                      | Lancia Flaminia Zagato          | 10 |
| 18              | GT 2.5 | 98  | San Rizzo              | Franco Lisitano Benedetto Catano                 | Fiat 8V                         | 10 |
| 19              | S 1.0  | 56  | Alto Lazio             | Massimo Natili Giuseppe Cucchiarelli             | Giaur-Fiat                      | 10 |
| Nicht klassiert |        |     |                        |                                                  |                                 |    |
| 20              | GT 1.3 | 16  | Pescara                | Pietro Laureati Domenico Santoleri               | Alfa Romeo Giulietta SZ         | 10 |
| 21              | S 2.0  | 138 | Paolo Samona           | Paolo Samona Giuseppe de Sarzana                 | Maserati A6GCS                  | 10 |
| 22              | S 3.0  | 154 | San Marco              | Pietro Ferraro Armando Zampiero                  | Ferrari 250 GT SWB              | 10 |
| 23              | S 3.0  | 156 | Etna                   | Giuseppe Gasso Giovanni Giordano                 | Ferrari 250 GT SWB              | 10 |
| Ausgefallen     |        |     |                        |                                                  |                                 |    |
| 24              | GT 1.6 | 120 | Osca                   | Ludovico Scarfiotti Colin Davis                  | Osca 1500S                      | 9  |
| 25              | S 2.0  | 136 | Porsche KG             | Stirling Moss Graham Hill                        | Porsche 718 RS61                | 9  |
| 26              | GT 1.3 | 28  | Scuderia Sant Ambroeus | Ivanhoe Avorio Carlo Facetti                     | Alfa Romeo Giulietta SZ         | 7  |
| 27              | S 1.0  | 74  | Etna                   | Gregorio Filippone Francesco Patané              | Osca MT4 1000                   | 7  |
| 28              | GT 1.3 | 40  | Campidoglio            | Gianni Bulgari Maurizio Grana                    | Alfa Romeo Giulietta SZ         | 6  |
| 29              | S 1.0  | 60  | Bardahl Italy          | Marcello de Luca di Lizzano Attilio Brandi       | Osca S1000                      | 6  |
| 30              | S 1.0  | 66  | Scuderia Ambrosiana    | Massimo Leto di Priolo Ottavio Prandoni          | Fiat-Abarth 1000S               | 6  |
| 31              | S 1.0  | 72  | Balarm                 | Mario Raimondo Checo D'Angelo                    | Osca MT4 1000                   | 6  |
| 32              | GT 1.3 | 6   | Antonio Accardi        | Antonio Accardi Alessandro Federico              | Alfa Romeo Giulietta SZ         | 5  |
| 33              | GT 1.3 | 14  | Guido Garufi           | Guido Garufi Franco Tagliavia                    | Alfa Romeo Giulietta SZ         | 5  |
| 34              | GT 1.3 | 20  | Pescara                | Ermete Bosco Bruno Bevilacqua                    | Alfa Romeo Giulietta SS         | 5  |
| 35              | GT 1.3 | 22  | Nissena                | Mario Tropia Giuseppe Parla                      | Alfa Romeo Giulietta SS         | 5  |
| 36              | GT 1.3 | 24  | Nissena                | Michele Allegrini Clemente Avventurieri          | Alfa Romeo Giulietta S          | 5  |
| 37              | S 1.0  | 54  | Gérard Laureau         | Gérard Laureau François Jaeger                   | DB HBR5                         | 5  |
| 38              | S 1.0  | 64  | Monte Pellegrino       | Domenico Rotolo Salvatore Sirchia                | Osca MT4 1000                   | 5  |
| 39              | GT 2.5 | 100 | Monte Pellegrino       | Sergio Mantia Giovanni Napoli                    | Fiat 8V                         | 5  |
| 40              | GT 2.5 | 106 | Etna                   | Gian Carlo Carfi „Comar“                         | Lancia Flaminia                 | 5  |
| 41              | S 1.6  | 112 | William Schuldt        | William Schuldt Pat Garret                       | Stanguellini 1100               | 5  |
| 42              | S 1.0  | 78  | Virgilio Conrero       | Francesco De Leonibus Gino Munaron               | Lotus Eleven                    | 4  |
| 43              | S 1.6  | 114 | Balarm                 | Pietro Termini Rosario Montalbano                | Ermini                          | 4  |
| 44              | S 2.0  | 142 | Scuderia Serenissima   | Mennato Boffa Nino Todaro                        | Maserati Tipo 60                | 4  |
| 45              | GT 1.3 | 8   | Scuderia Ambrosiana    | Salvatore Leto di Priolo Corrado Manfredini      | Alfa Romeo Giulietta SZ         | 3  |
| 46              | S 1.0  | 62  | Scuderia Serenissima   | Carlo-Maria Abate Gianni Balzarini               | Fiat-Abarth 1000S               | 3  |
| 47              | S 3.0  | 160 | SEFAC Ferrari          | Ricardo Rodríguez Willy Mairesse                 | Ferrari 250TRI/60               | 3  |
| 48              | GT 2.5 | 102 | Joseph Thomas          | Joseph Thomas Siegfried Günther                  | Porsche 356B Super 90           | 2  |
| 49              | GT 1.3 | 2   | Etna                   | Salvatore Russo Giulio Pernice                   | Alfa Romeo Giulietta SV Zagato  | 1  |
| 50              | GT 2.5 | 108 | Balarm                 | Francesco di Benedetto Giuseppe D'Amico          | Alfa Romeo 2600                 | 1  |
| 51              | S 2.0  | 144 | Giuseppe Allotta       | Giuseppe Allotta Silvestre Semilia               | Maserati A6GCS                  | 1  |
| 52              | GT 2.5 | 104 | Scuderia Sant Ambroeus | Marino Guarnieri Brian Whitehouse                | Lancia Flamina                  | 1  |
| 53              | S 2.0  | 140 | Centro-Sud             | Vincenzo Riolo Franco Bernabei                   | Maserati 200SI                  | 1  |
| 54              | S 3.0  | 164 | SEFAC Ferrari          | Phil Hill Richie Ginther                         | Ferrari Dino 246SP              | 1  |
| Nicht gestartet |        |     |                        |                                                  |                                 |    |
| 55              | GT 1.3 | 32  | Scuderia Sant Ambroeus | Sergio Pedretti Tommaso Carletti                 | Alfa Romeo Giulietta SZ         | 1  |
| 56              | GT 1.3 | 36  | Scuderia Sant Ambroeus | Luciano Conti Giancarlo Venturi                  | Alfa Romeo Giulietta SZ         | 2  |
| 57              | S 1.0  | 52  | Sila                   | Camillo Giuliani Angelo Rizzo                    | Fiat Ciolino                    | 3  |
| 58              | S 1.0  | 58  | Etna                   | Giuseppe D'Amico U. Fichera                      | Fiat Ciolino                    | 4  |
| 59              | S 1.0  | 68  | Remo Cattini           | Remo Cattini Giuseppe Bonomo                     | Fiat-Abarth 1000S               | 5  |
| 60              | S 1.0  | 76  | Alfonso Vella          | Alfonso Vella Giuseppe Virgilio                  | Fiat Ciolino                    | 6  |
| 61              | S 1.0  | 80  | Michele Paratore       | Michele Paratore Seire                           | Fiat-Abarth 1000S               | 7  |
| 62              | S 1.6  | 116 | Osca                   | Ada Pace Gianfranco Stagna                       | Osca 1100S                      | 8  |
| 63              | S 1.6  | 118 | Segesta                | Gaspare Cavaliere Gaetano Starrabba              | Porsche 718 RSK                 | 9  |
| 64              | S 1.6  | T   | Porsche KG             | Dan Gurney                                       | Porsche 718 RSK61               | 10 |

1 nicht gestartet
2 nicht gestartet
3 nicht gestartet
4 nicht gestartet
5 nicht gestartet
6 nicht gestartet
7 nicht gestartet
8 nicht gestartet
9 nicht gestartet
10 Unfall im Training

### Nur in der Meldeliste
Zu diesem Rennen sind keine weiteren Meldungen bekannt.

### Klassensieger
| Klasse | Fahrer                         | Fahrer              | Fahrzeug                        | Platzierung im Gesamtklassement |
| ------ | ------------------------------ | ------------------- | ------------------------------- | ------------------------------- |
| S 3.0  | Wolfgang Graf Berghe von Trips | Olivier Gendebien   | Ferrari Dino 246SP              | Gesamtsieg                      |
| S 2.0  | Dan Gurney                     | Joakim Bonnier      | Porsche 718RS61                 | Rang 2                          |
| S 1.0  | Umberto Bini                   | Giancarlo Rigamonti | Osca S1000                      | Rang 15                         |
| GT 2.5 | Paul-Ernst Strähle             | Antonio Pucci       | Porsche 356B Carrera Abarth GTL | Rang 6                          |
| GT 1.3 | José Rosinski                  | Bernard Consten     | Alfa Romeo Giulietta SV Zagato  | Rang 8                          |

### Renndaten
- Gemeldet: 64
- Gestartet: 54
- Gewertet: 23
- Rennklassen: 5
- Zuschauer: unbekannt
- Wetter am Renntag: heiß und trocken
- Streckenlänge: 72,000 km
- Fahrzeit des Siegerteams: 6:57:39,400 Stunden
- Gesamtrunden des Siegerteams: 10
- Gesamtdistanz des Siegerteams: 720,000 km
- Siegerschnitt: 103,433 km/h
- Schnellste Trainingszeit: Stirling Moss – Porsche 718 RS61 (#136)
- Schnellste Rennrunde: Wolfgang Graf Berghe von Trips – Ferrari Dino 246SP (#162) – 40:03,200 = 107,856 km/h
- Rennserie: 2. Lauf zur Sportwagen-Weltmeisterschaft 1961
- Rennserie: 3. Lauf des FIA-GT-Cup 1961